# Неэман, Юваль
Юва́ль Неэма́н (14 мая 1925, Тель-Авив — 26 апреля 2006, Тель-Авив) — израильский военный и государственный деятель и учёный-физик.

## Биография
Неэман учился в гимназии «Герцлия», которую окончил с отличием в возрасте 15 лет. В 1942 году вступил в подпольные отряды организации «Хагана». Принимал участие в Арабо-израильской войне 1947—1949 годов.
В 1958 году Юваль Неэман был направлен на должность военного атташе в посольство Израиля в Лондоне. Поступил в аспирантуру Имперского колледжа естественных наук и техники при Лондонском университете.
В 1961 году независимо от Мюррея Гелл-Манна предложил классификацию адронов посредством SU(3) ароматической симметрии, получившую название восьмеричного пути.
В 1961 году Юваль Неэман вернулся в Израиль и работал директором лаборатории Израильской комиссии по атомной энергии. Позже он стоял во главе Израильского космического агентства, его считают[кто?] одним из основателей космической программы Израиля.
В 1969 году он был удостоен Государственной премии Израиля, от которой впоследствии отказался и вернул её Министерству образования и культуры, после одного из более поздних награждений, которое носило политический, а не меритократический характер (предположительно[кем?] вопреки уставу премии). В 1971 году был избран президентом Тель-Авивского университета. Совмещал должность с работой в качестве министра науки и технологии Израиля (в 1982—1984 и 1990—1992 годах).
В 1992 году подписал «Предупреждение человечеству».

## Награды и премии
- 1965 — Премия Вейцмана за исследования в области точных наук
- 1967 — Ротшильдовская премия
- 1969 — Премия Израиля
- 1970 — Премия Эйнштейна
- 2003 — Премия Марселя Гроссмана
- 2003 — Премия ЭМЕТ